# Hajnówka, Tỉnh West Pomeranian
Hajnówka [xai̯ˈnufka] (tiếng Đức: Herrnhausen) là một khu định cư ở khu hành chính của Gmina Dębno, thuộc quận Myślibórz, West Pomeranian Voivodeship, ở phía tây bắc Ba Lan. Nó nằm khoảng 7 kilômét (4 mi)   phía tây bắc Dębno, 24 km (15 mi) phía tây nam Myślibórz và 72 km (45 mi) phía nam thủ đô khu vực Szczecin.
Trước năm 1945, khu vực này là một phần của Đức. Đối với lịch sử của khu vực, xem Lịch sử của Pomerania.
Khu định cư có dân số 39 người.